# Štefurov
Štefurov é um município da Eslováquia, situado no distrito de Svidník, na região de Prešov. Tem 8,75 km² de área e sua população em 2018 foi estimada em 113 habitantes.

## Demografia
| Ano:        | 1994 | 2004   | 2014   | 2024    |
| ----------- | ---- | ------ | ------ | ------- |
| Broj ljudi: | 106  | 111    | 111    | 99      |
| Razlika:    |      | +4,71% | -1,42% | -10,81% |

| Ano:               | 2023 | 2024   |
| ------------------ | ---- | ------ |
| Número de pessoas: | 103  | 99     |
| Diferença:         |      | -3,88% |